# Abbracciame/Mare...! Mare...!
Abbracciame/Mare...! Mare...! è un singolo di Mario Merola pubblicato nel 1969.

## Storia
Il disco, che contiene due cover di brani, è un 45 giri inciso da Mario Merola.

## Tracce
Lato A
- Abbracciame (Romeo - Dura - Troia)

Lato B
- Mare...! Mare...! (Enrico Schiano)

## Incisioni
Il singolo fu inciso su 45 giri, con marchio Hello (HR 9020).